# Spelaeomysis longipes
Spelaeomysis longipes är en kräftdjursart som först beskrevs av Pillai och Mariamma 1963.  Spelaeomysis longipes ingår i släktet Spelaeomysis och familjen Lepidomysidae. Inga underarter finns listade i Catalogue of Life.